# 1364 Сафара
1364 Сафара (1364 Safara) — астероїд головного поясу, відкритий 18 листопада 1935 року.
Тіссеранів параметр щодо Юпітера — 3,215.